# 1864 (numero)
Milleottocentosessantaquattro (1864) è il numero naturale dopo il 1863 e prima del 1865.

## Proprietà matematiche
- È un numero pari.
- È un numero composto da 8 divisori: 1, 2, 4, 8, 233, 466, 932, 1864. Poiché la somma dei suoi divisori (escluso il numero stesso) è 1646 < 1864, è un numero difettivo.
- È esprimibile in un solo modo come somma di due quadrati: 1864 = 1764 + 100 = 422 + 102.
- È un numero rifattorizzabile in quanto divisibile per il numero dei propri divisori.
- È un numero odioso.
- È parte delle terne pitagoriche (840, 1664, 1864), (1398, 1864, 2330), (1864, 3495, 3961), (1864, 54273, 54305), (1864, 108570, 108586), (1864, 217152, 217160), (1864, 434310, 434314), (1864, 868623, 868625).

## Astronomia
- 1864 Daedalus è un asteroide near-Earth.

## Astronautica
- Cosmos 1864 è un satellite artificiale russo.